# Selim Teber
Selim Teber (ur. 7 marca 1981 w Frankenthal (Pfalz)) – niemiecki piłkarz tureckiego pochodzenia. W Samsunsporze gra od 2011. Wcześniej grał w: SV Waldhof Mannheim, 1. FC Kaiserslautern, SV Salzburg, Denizlispor, TSG 1899 Hoffenheim, Eintracht Frankfurt i Kayserisporze. Zaliczył 5 występów w reprezentacji swojego kraju U-21.